# Amerikansk ginseng
Amerikansk ginseng (Panax quinquefolius) är en art i familjen araliaväxter från Nordamerika. I det vilda trivs den i fuktiga skogsmarker. Arten liknar sin nära släkting Panax ginseng och används på samma sätt. Det kan vara möjligt att få amerikansk ginseng att växa i sydligaste Sverige. 

## Synonymer
Aralia quinquefolia (L.) Decaisne & Planchon.